# Maria Troncatti
Maria Troncatti FMA (* 16. Februar 1883 in Corteno Golgi; † 25. August 1969 in Sucúa, Ecuador) war eine italienische Ordensschwester und Missionarin in Ecuador.

## Leben
Sie wuchs in einer kinderreichen Familie auf. Früh wollte sie Don-Bosco-Schwester werden, doch ihr Heimatpfarrer verpflichtete sie, bis zu ihrer Volljährigkeit zu warten. Sie legte ihre erste Ordensprofess 1908 in Nizza Monferrato ab. Während des Ersten Weltkrieges machte sie eine Krankenpflegeausbildung in Varazze und arbeitete als Rotkreuzschwester in einem Militärkrankenhaus.
1922 ging sie als Missionarin nach Ecuador und evangelisierte dort gemeinsam mit zwei anderen Schwestern vor allem unter den Shuar, die zu den Jívaro-sprechenden Stämmen gehören. Sie baute die Missionsstationen in Macas, Sevilla Don Bosco und Sucúa auf und wirkte dabei selbst als Krankenschwester, Wundärztin, Orthopädin, Zahnärztin und Anästhesistin. Insbesondere förderte sie die Shuar-Frauen und das christliche Eheverständnis.
Troncatti starb bei einem Flugzeugabsturz in Sucúa am 25. August 1969. Ihre Reliquien liegen in Macas, in der Provinz Morona Santiago.
Aufgrund ihrer Verdienste gaben ihr die Indianer den liebevollen Beinamen La Madrecita (Das Mütterchen).

## Selig- und Heiligsprechung
Troncatti wurde am 24. November 2012 durch Papst Benedikt XVI. seliggesprochen. Im anschließenden Verfahren zu ihrer Heiligsprechung legte Papst Leo XIV. im ordentlichen Konsistorium vom 13. Juni 2025 den Termin für die Aufnahme in das Verzeichnis der Heiligen für den 19. Oktober 2025 fest.
Ihr liturgischer Gedenktag ist der 25. August.